# 占堆
占堆（藏語：དགྲ་འདུལ，威利转写：dgra 'dul，1946年5月—），男，藏族，西藏日喀则人，中国藏医学家，西藏自治区藏医院名誉院长、主任医师，第二届国医大师。